# ديويت كلينتون جيدينجز
ديويت كلينتون جيدينجز هو محامي وسياسي أمريكي، ولد في 18 يوليو 1827 في مقاطعة سسكويهانا في الولايات المتحدة، وتوفي في 19 أغسطس 1903 في برينهام في الولايات المتحدة. نشط حزبياً في الحزب الديمقراطي. وقد انتخب عضو مجلس النواب الأمريكي ‏.